# Conshelf

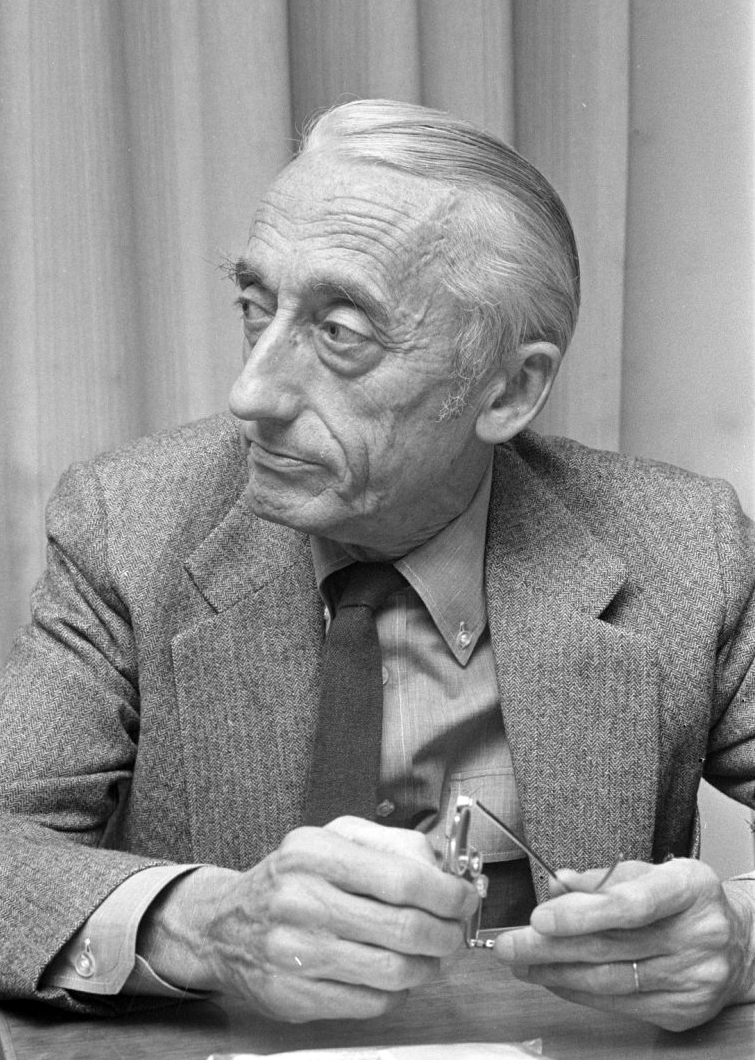
Jacques-Yves Cousteau

Jacques-Yves Cousteau führte zwischen 1962 und 1965 unter der Bezeichnung Conshelf bzw. Précontinent drei wegweisende Projekte mit Unterwasserstationen durch.

## Namensherkunft
Précontinent ist das französische Wort für Kontinentalschelf und bezeichnet den meist randlichen Bereich eines Kontinents, der von Meer bedeckt ist. Die englische Entsprechung ist continental shelf, dessen Kurzform Conshelf ebenfalls als Name des Projektes benutzt wurde.

## Conshelf I bzw. Précontinent I

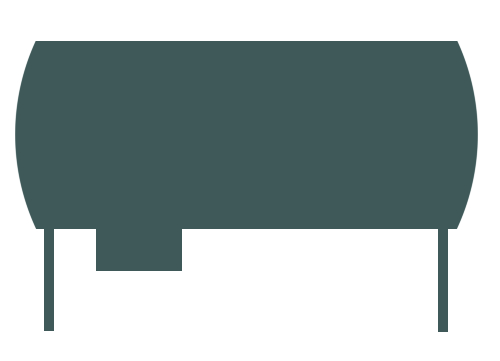
Schema von Diogenes

Projekt Conshelf I fand im Zeitraum 14.–21. September 1962 vor der Küste Marseilles statt. Das dazu verwendete Habitat erhielt den Namen Diogenes nach der Behausung des kynischen Philosophen, bekannt als „Diogenes in der Tonne“. Das Habitat bestand aus einem Stahlzylinder mit einer Länge von 5 m und einem Durchmesser von 2,5 m und verfügte über einen Fernseher, Radio, Bibliothek und ein Bett. Es war mithilfe von großen Eisenbarren und schweren Ketten auf einer Tiefe von 11 m am Meeresboden verankert und verfügte über eine Eingangsluke im Boden, die den beiden Aquanauten (Forschungstaucher) Albert Falco und Claude Wesly einen einfachen Zugang zum Meer ermöglichte.
Schiffe an der Wasseroberfläche versorgten das Habitat durch Plastik-Leitungen mit heißem Wasser. Lebensmittel wurden in wasserdichten Containern, transfer pots genannt, transportiert. Alle übrigen lebenserhaltenden Systeme, bestehend aus Strom für Infrarot-Lampen, die als Heizung dienten, Radio und Plattenspieler, drei Telefone und eine Video-Überwachungsanlage wurden von einer Landstation auf der nahen Insel Frioul eingespeist. 30 Personen überwachten das Projekt und den gesundheitlichen Zustand der Besatzung von der Oberfläche.
Als Atemgas diente Pressluft sowohl im Haus als auch in den Tauchgeräten während der Exkursionen. Die Männer arbeiteten bis zu fünf Stunden am Stück im Wasser und stiegen bis auf 55 Meter hinab. Die Wassertemperatur bewegte sich zwischen 16 und 21 °C.

### Mission
Während der 7-Tage-Mission am Meeresgrund bauten Falco und Wesly Fischhäuser aus Zementblöcken und konstruierten Fischgehege aus Stahlgittern. Gefangene Fische wurden in diese Gehege gesetzt und ihr Verhalten dort fotografiert. Die Aquanauten nahmen auch Studien der Unterwasser-Topografie vor, bei denen es notwendig war, Tiefen und Entfernungen zu messen und die daraus resultierenden Neigungswinkel zu berechnen. Diese Daten wurden dazu verwendet, auf einer Tiefe von 10 m ein einfaches Rasternetz zu entwerfen und ein zweites auf 25 m. Dieses Raster stellte die Grenzen der Tauchexkursionen dar.
Die Männer wurden täglich medizinischen Untersuchungen unterzogen, die Konstruktionsaufgaben an einem Tisch im Wasser außerhalb des Habitats beinhalteten. Ähnliche Aufgaben wurden jeden Abend für zwei Stunden im Habitat durchgeführt.

### Ziel
Die Zielvorgabe von Conshelf I sowie Conshelf II und III, die bald darauf folgen sollten, wurden folgendermaßen beschrieben:
1. Errechnung und Praxis-Studium des Koeffizienten für eine nützliche Dauer, definiert als: {\textstyle {Tauchzeit\ (also\ die\ Arbeitszeit) \over Tauchzeit\ +\ Aufstiegszeit}}
2. Die Bedingungen verlängerter Tauchgänge festzulegen, insbesondere die benutzten Atemgas-Gemische und ihre Nachteile
3. Das Aufzeigen des Fehlens kurz- und langfristig schädigender Effekte solcher Sättigungstauchgänge.

### Ende der Mission
Die Dekompressions-Prozedur, die am siebten Tag durchgeführt wurde, erforderte von den beiden Aquanauten, ein Gemisch von 80 % Sauerstoff und 20 % Stickstoff für drei Stunden im Habitat zu atmen, während sie sich noch am Meeresboden aufhielten. Dieser Zeitraum wurde von einer symbolischen Pause auf 3 m unterbrochen, nach der sie ohne weitere Dekompression auftauchten.

### Dokumentierte Probleme
- Die ärztlichen Untersuchungen von einer Stunde pro Tag im Habitat wurden gegen Ende des Experiments reduziert, weil sie für die Aquanauten zu ermüdend seien.
- Albert Falcos zahlreiche Alpträume und Gereiztheit nahmen ab, nachdem Cousteau die Intervalle von Ruhestörungen und Besuchen reduzierte.[3]

## Conshelf II bzw. Précontinent II, 1963

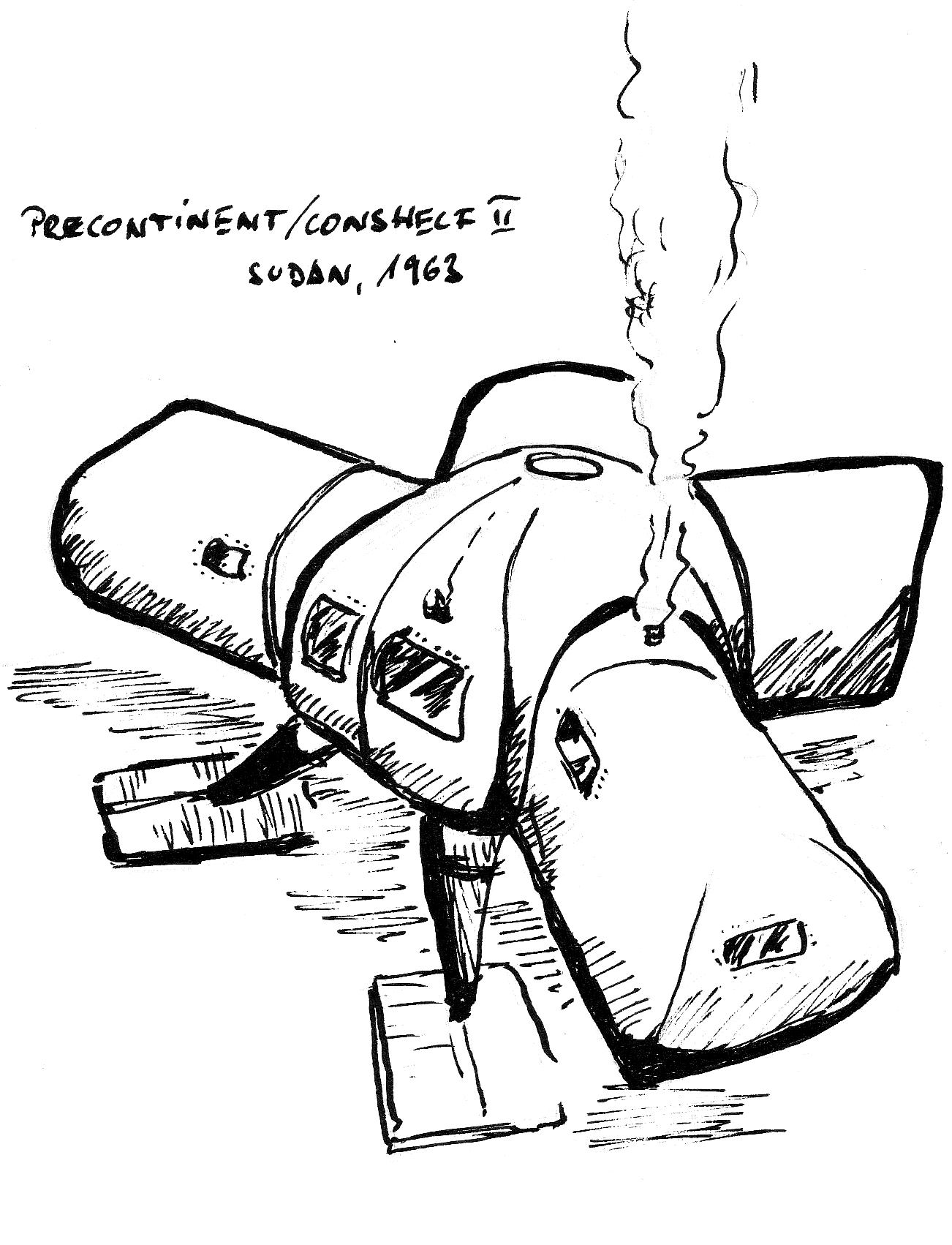
Starfish

Am 15. Juni 1963 begann Projekt Conshelf II im Roten Meer in der Nähe von Sha'ab Rumi, arabisch für römisches Riff, nordöstlich von Port Sudan. Das Ziel war, fünf Personen vier Wochen lang auf einer Tiefe von 11 m zu stationieren, wo sie Luft als Atemgas benutzten. Zusätzlich lebten zwei Männer eine Woche lang auf 27 m. Neben einer vergrößerten Mannschaft hatte Conshelf II einen weiteren Schwerpunkt: die Aufenthaltsdauer zu verlängern, die Machbarkeit von bewohnbaren Strukturen zu demonstrieren, die Möglichkeit der Nutzung verschiedener Unterwasser-Werkzeuge zu belegen und ein Propeller-angetriebenes U-Boot für zwei Personen zu gebrauchen.
1964 entstand der preisgekrönte Film Le monde sans soleil (franz. für Welt ohne Sonne) über das Projekt.

### Komponenten
Starfish House: Diese Hauptstruktur von Conshelf II maß an der breitesten Stelle 10,4 m und bestand aus einer Zentral-Einheit mit vier Zylindern mit den Maßen 1,2 × 2,4 m. Starfish House beinhaltete Schlafgelegenheiten, einen Wohn- und Essraum, sanitäre Einrichtungen und einen Raum zur Tauchvorbereitung. Diese Anordnung war ein signifikanter Fortschritt gegenüber dem Conshelf I-Habitat. Die Konstruktion ruhte auf 2 m langen Teleskopbeinen, die dem Untergrund angepasst werden konnten. Eine Ballastmenge von 100 t waren notwendig, um den notwendigen negativen Auftrieb zu erzeugen. Diese wurden aus 2000 Bleibarren zu je 45,4 kg generiert, die von den Tauchern per Hand positioniert werden mussten. Die Innentemperatur wurde auf 26,7 °C und die Luftfeuchtigkeit auf 85 % gehalten.
Deep Cabin: Dieses Habitat in Form eines Zylinders mit einem Durchmesser von 2 Metern auf einem Dreifuß aus Teleskopbeinen verfügte über zwei vertikal übereinander liegende Räume. Der untere Raum beherbergte Tauchausrüstungen, Werkzeuge und die offene Luke zum Meer. Der obere Raum diente als Wohnbereich und beinhaltete zwei Kojen, eine Kochnische, eine Gegensprechanlage, ein Telefon und eine Überwachungs-Kamera, die mit einem Monitor im Starfish House verbunden war. Die Aquanauten der Deep Cabin atmeten ein Gemisch aus 50 % Helium und 50 % Luft.

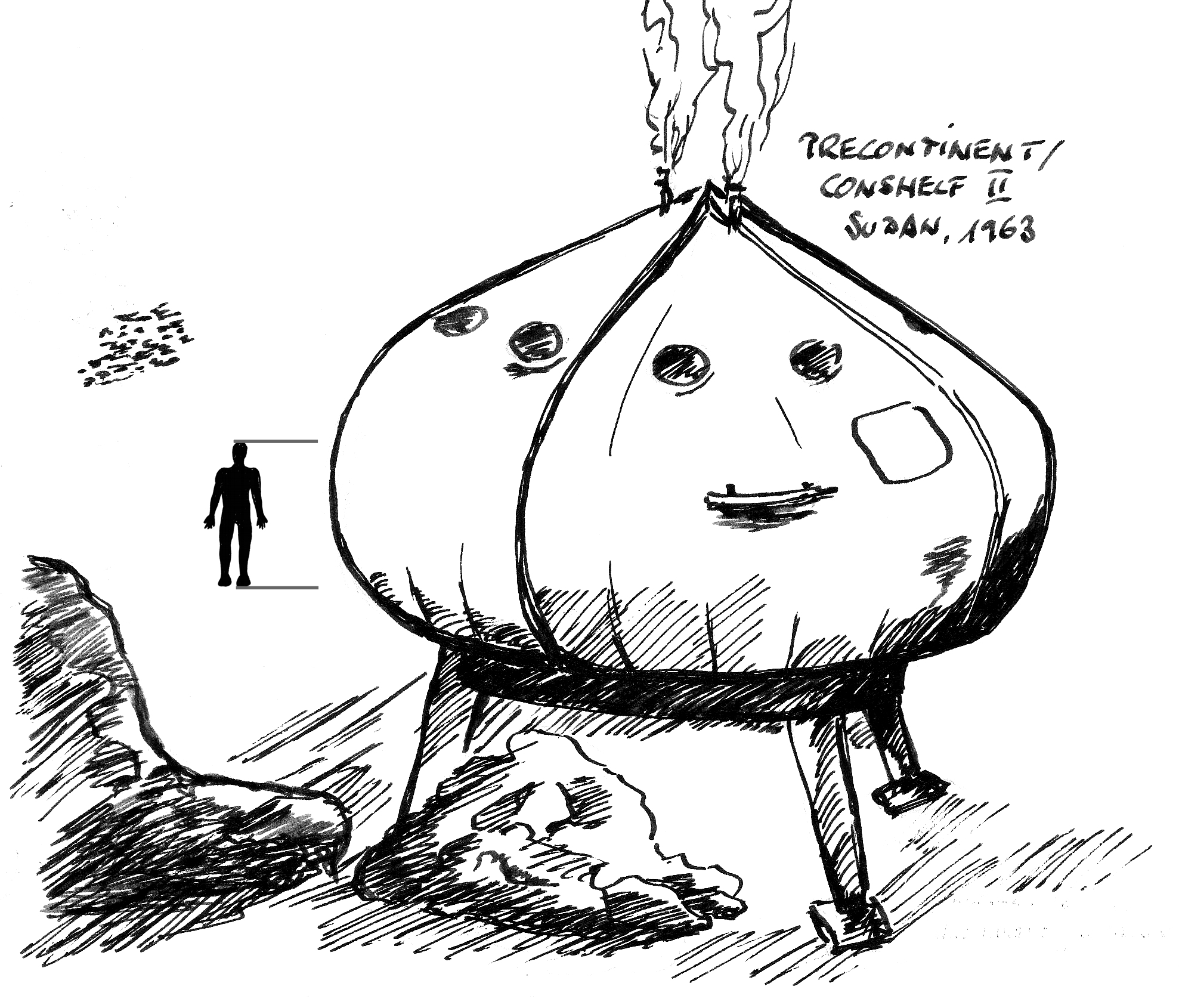
Garage

Garage: Dieser Unterwasserhangar diente dem Hydrojet-Tauch-Diskus Diving Saucer als Garage. Der Innenraum des Hangars war mit Luft geflutet, so dass der Tauch-Diskus komplett aus dem Wasser gehoben werden konnte, während man sich noch 11 Meter unter der Meeresoberfläche befand. Das ermöglichte der Mannschaft, aus dem U-Boot auszusteigen, das Fahrzeug zu warten, die Batterien aufzuladen und andere Arbeiten unabhängig von den Wetterverhältnissen an der Oberfläche durchzuführen. Luft für den Hangar kam vom gleichen Schiff, das auch Starfish House versorgte.
Geräte-Schuppen: In diesem mit Wasser gefluteten Schuppen wurden Fischfallen und andere Ausrüstungsgegenstände gelagert.

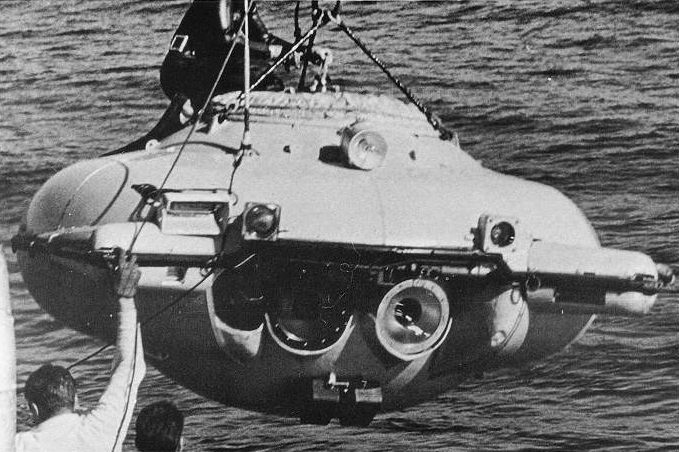
SP-350 Diving Saucer

Hydrojet Saucer DS-2: Dies war ein U-Boot für zwei Personen in Form eines Diskus mit einer maximalen Tauchtiefe von 350 m für Tauchgänge von vier bis fünf Stunden. Durch die Garage war es nicht mehr notwendig, DS-2 an die Wasseroberfläche zu bringen und war somit auch unabhängig von den Wetterverhältnissen. Es war von Jacques-Yves Cousteau und dem Ingenieur Jean Mollard am französischen Zentrum für Untersee-Forschung entwickelt worden und erhielt anstelle der formalen Originalbezeichnung SP-350 Denise den Namen Diving Saucer (‚Tauch-Untertasse‘), weil es in seiner Form einer fliegenden Untertasse ähnelte. Es hatte einen Durchmesser von 2,85 m und ein Gewicht von 3,5 t. Durch seinen Jetantrieb erreichte es eine Geschwindigkeit von zwei Knoten oder 3,7 km/h. Es verfügte über drei bewegliche Außenlampen, zwei Kameras, ein Radio, einen Kassettenrekorder und einen Greifarm, der von innen gesteuert werden konnte. 1965 wurden zwei weitere und fortschrittlichere Mini-U-Boote namens Sea Flea (‚Meeres-Floh‘) entwickelt, die für Tiefen bis zu 500 Metern konzipiert waren.

### Besatzung
Im Haupthaus Starfish:

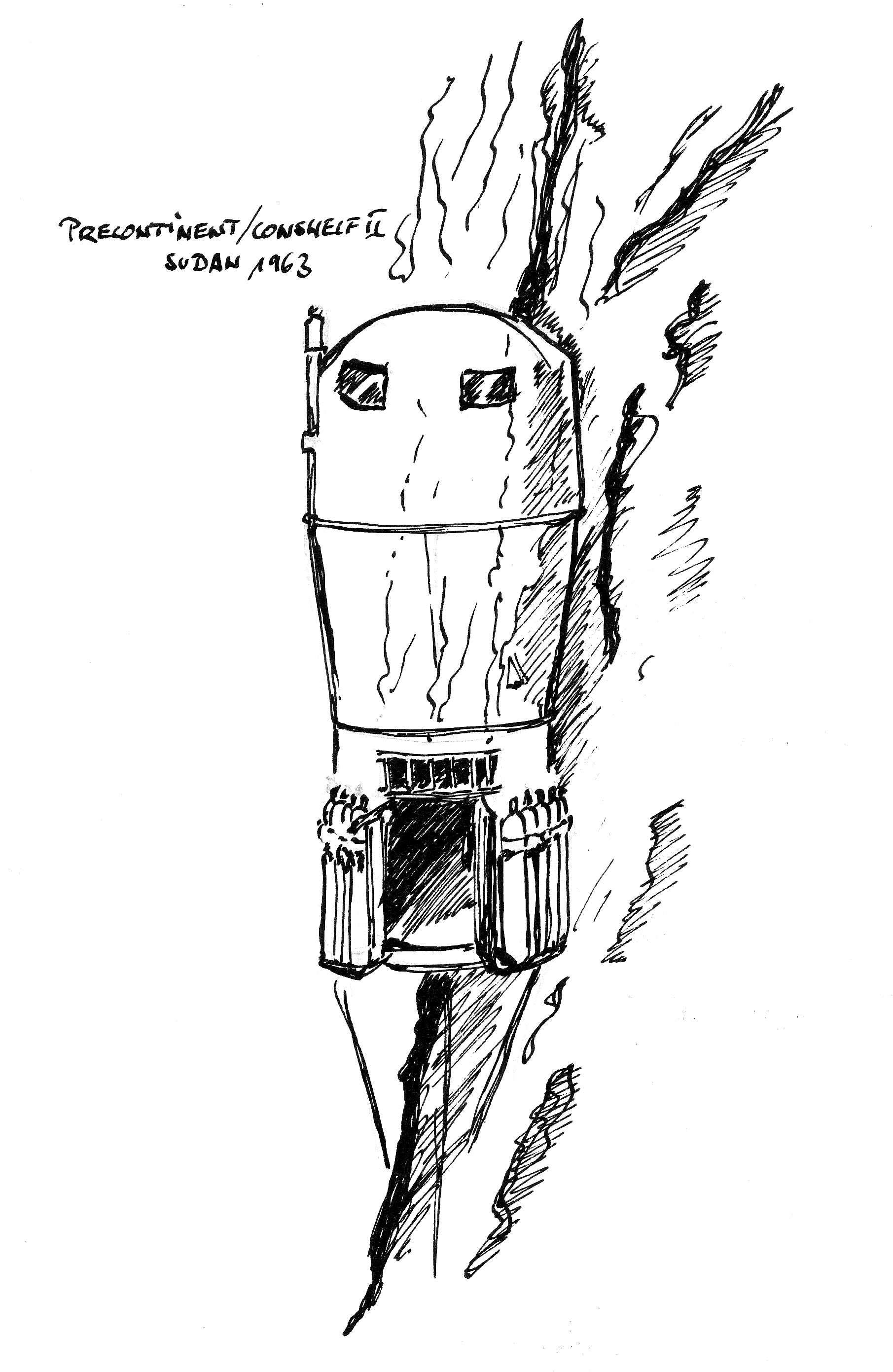
Deep Cabin

- Der Direktor der Unterwasser-Station Raymond Vassiere (38) vom Ozeanografischen Museum in Monaco
- Cheftaucher Claude Wesly (30)
- Industrie-Designer André Folco (33)
- der ehemalige Zollbeamte Pierre Vannoni (31)
- und als Chef Pierrot Guilbert (43)
- Papagei Claude

Im Tiefenlabor Deep Cabin:
- Raymond Kientzy (33)
- André Portelatine

### Mission
Raymond Kientzy und André Portelatine wohnten eine Woche in der Deep Cabin und unternahmen währenddessen Routine-Exkursionen bis auf eine Tiefe von 50 m sowie drei weitere auf 110 m. Während dieser Tauchgänge atmeten sie Pressluft.
Es war eines der Hauptziele, Fische und andere marine Organismen zu sammeln und zu beobachten. Die gesammelten Objekte wurden zur Ausstellung und zum Studium im Ozenaografischen Museum Monaco verwendet. Die Aquanauten (Forschungstaucher) positionierten feine, engmaschige Nylon-Netze und Fallen auf diversen Riffen, um die Fische zu fangen, ohne sie dabei zu verletzen. Einige davon wurden dann in transparente Kunststoffbeutel gegeben, in denen sie sich frei bewegen konnten.
Bei der Mission wurden aluminiumbeschichtete Neoprenanzüge benutzt, die weit sichtbar sein sollten. Bei einem unbeabsichtigten Auftauchen eines Aquanauten sollte dieser damit schnellstmöglich auffindbar sein, damit umgehend eine Rettungsaktion eingeleitet werde könne.
60 Mitarbeiter überwachten die Mission an Land. Verpflegung wurde von Kurieren zum Habitat gebracht und ein Arzt untersuchte zweimal täglich den Zustand der Aquanauten.
An der Wasseroberfläche wurde das Projekt von dem Versorgungsschiff Rosaldo unterstützt, während die Calypso den Shuttle-Service zwischen dem Tauchplatz und Port Sudan übernahm.

### Finanzierung
Das gesamte Programm wurde mit 1,2 Millionen US-Dollar durch die französische Petroleumbehörde finanziert. Cousteau hatte im Vorfeld ausgeführt, dass Bohrplattformen am Meeresboden sicherer und kostengünstiger als Plattformen an der Oberfläche seien und das Kontinentalschelf über unentdeckte Reichtümer an Mineralien verfüge, deren Abbau durch die Conshelf-Experimente in greifbare Nähe rücken würde.

### Ende der Mission
Am Ende von sieben Tagen wurde das Atemgas der Aquanauten der Deep Cabin für den Zeitraum von 3,5 Stunden vor der Rückkehr zum Starfish House, das noch immer auf einer sicheren Tiefe von 11 m verankert war, auf je 50 % Stickstoff und Sauerstoff umgestellt. Zwei Mitglieder der Starfish House-Mannschaft und Madame Cousteau hatten sich schon vorher der Dekompression unterzogen, um Platz für die Deep Cabin-Besatzung zu schaffen. Nach einer Übernachtung im Starfish House wurde von Kientzy, Portelatine und den verbleibenden Mitgliedern der Starfish House-Mannschaft vor dem Auftauchen folgende Dekompressions-Prozedur angewendet:
| Zeit (in Minuten) | Atemgas           |
| ----------------- | ----------------- |
| 15                | 80 % O2 / 20 % N2 |
| 15                | Luft              |
| 30                | 80 % O2 / 20 % N2 |
| 30                | Luft              |
| 60                | 80 % O2 / 20 % N2 |
| aufgetaucht       |                   |

### Dokumentierte Probleme

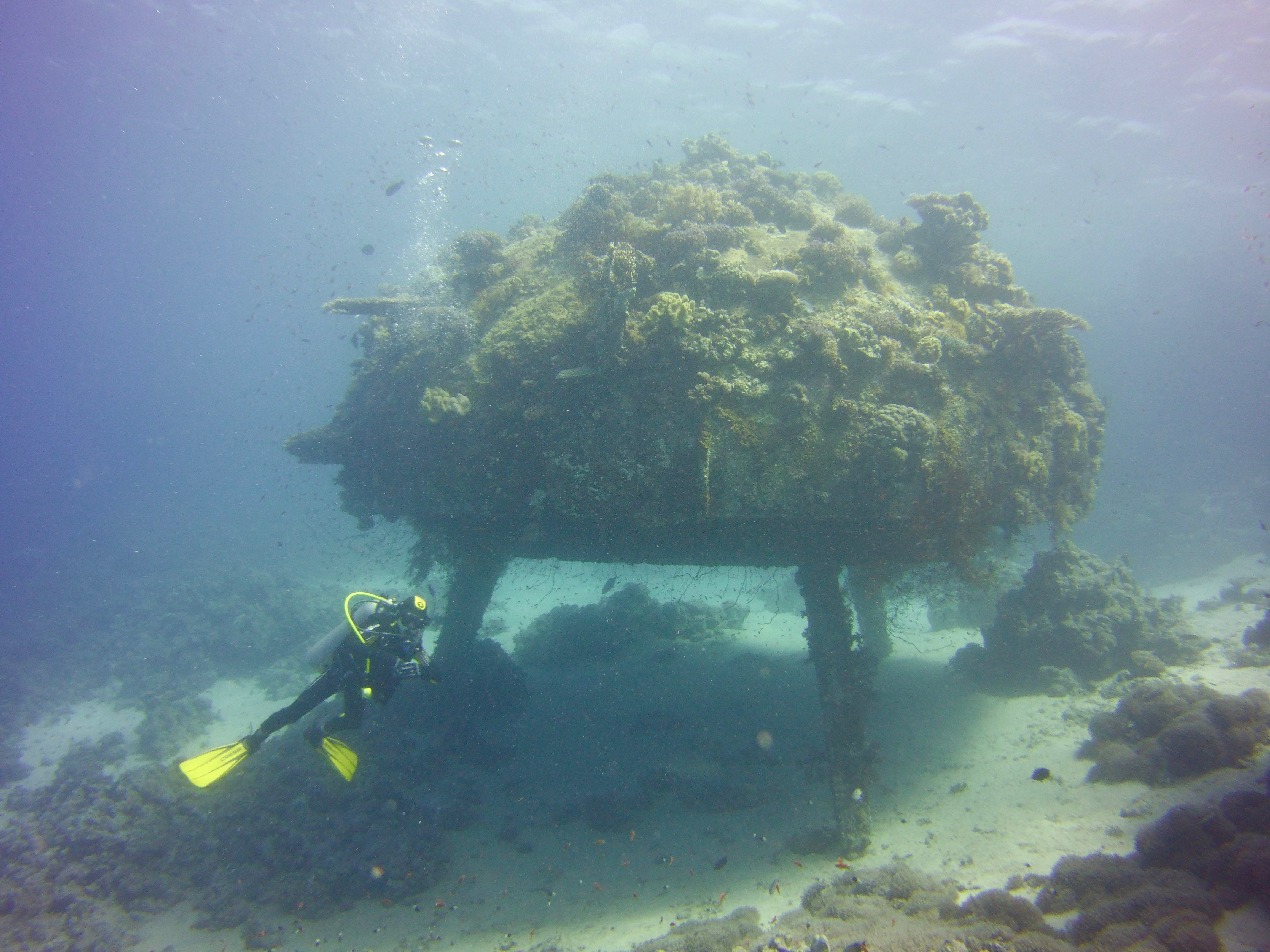
Conshelf II Garage 2017

- Weil in der Deep Cabin keine Klimaanlage zum Einsatz kam, stieg die Innentemperatur auf die des umgebenden Wassers, nämlich 29,4 °C bei einer Luftfeuchtigkeit von 100 %. Diese Umgebung führte zusammen mit anderen widrigen Umständen zu ernster Appetit- und Schlaflosigkeit.
- Als Deep Cabin an Druck verlor, stieg der Wasserspiegel um 40 cm pro Tag. Dieser Anstieg setzte sich fort bis entdeckt wurde, dass an der Führung eines Fernsehkabels ein Leck entstanden war, das daraufhin versiegelt wurde.
- Der schmale Felsvorsprung, auf dem Deep Cabin stand, erwies sich während der Platzierung als sehr problematisch. Mehrfach stürzte sie von der Kante, einmal sogar mit den beiden Aquanauten in ihr. Schließlich wurde sie mit speziellen Verankerungskabeln (Mooring) und Ankern gesichert.
- Zusätzlich entstanden Probleme betreffend Platzierung, Ballast, defekte Verankerungen und Abbrechen von Habitat-Stützbeinen. Allerdings wurde bei allen Problemen niemand verletzt.[1][2]
- Im Abschlussbericht des 1964 stattfindenden Sealab I-Programms wurde darauf verwiesen, dass die Aquanauten von Conshelf II „eine mittelschwere Anämie nach der längeren Einwirkung von Pressluft bei einer Meerwasser-Tiefe von nur 32 Fuß (9,74 m) aufwiesen“.[7]

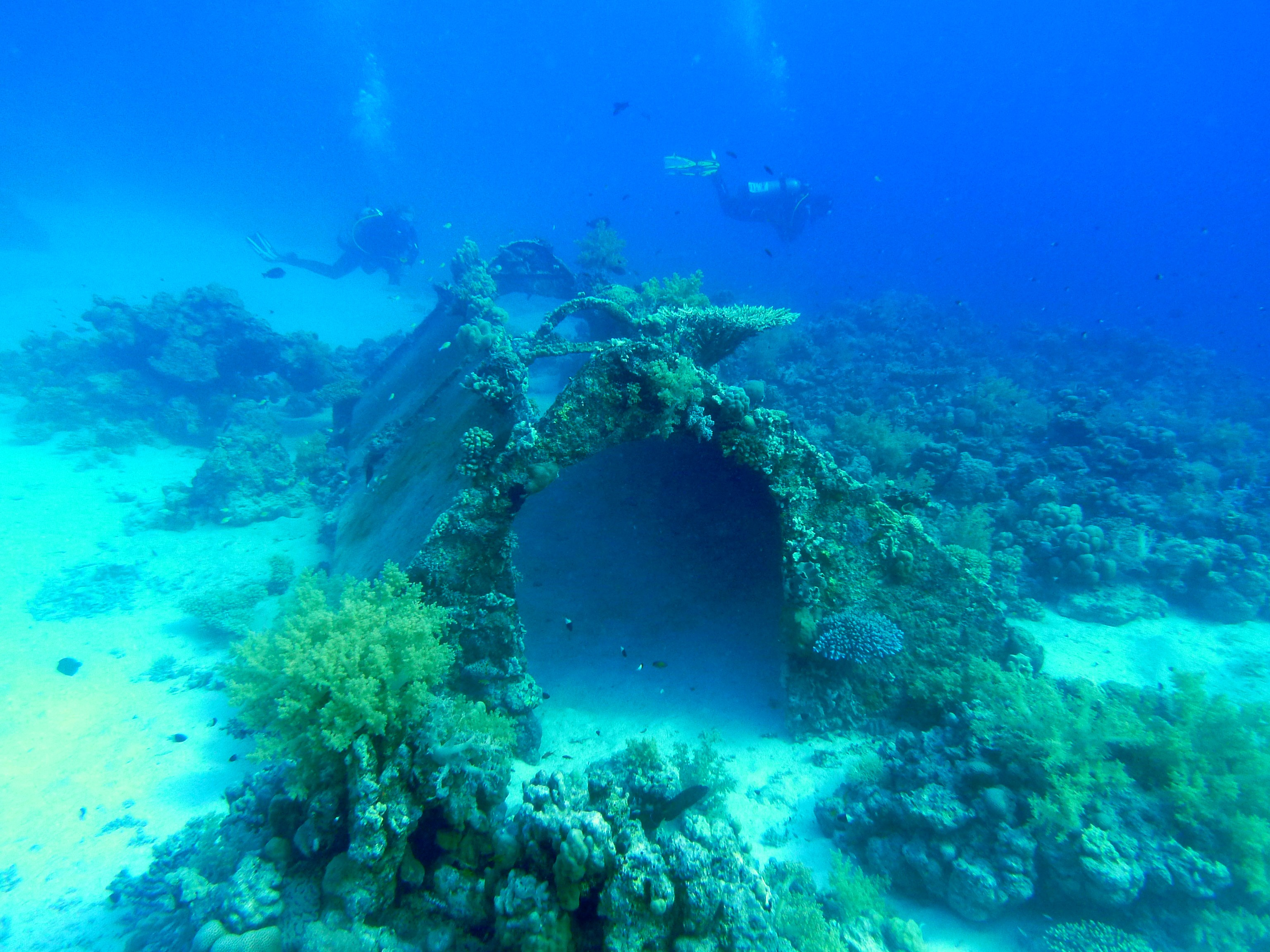
Conshelf II Werkzeugschuppen 2022

### Heutiger Zustand
Fotos aus dem Jahre 2014 und 2017 zeigen, dass die inzwischen stark bewachsene Garage noch immer an ihrem ursprünglichen Ort (19° 56′ 20″ N, 37° 24′ 15″ O) steht und oberhalb der Bullaugen mit Luft gefüllt ist. Der zu sehende Lufteinschluss lässt auf einen Auftrieb von mehreren Tonnen schließen, der nach 51 Jahren noch immer von der Konstruktion gehalten wird. Daneben sind noch die Überreste des Geräteschuppens und einige der Haikäfige vor Ort.

## Conshelf III bzw. Précontinent III

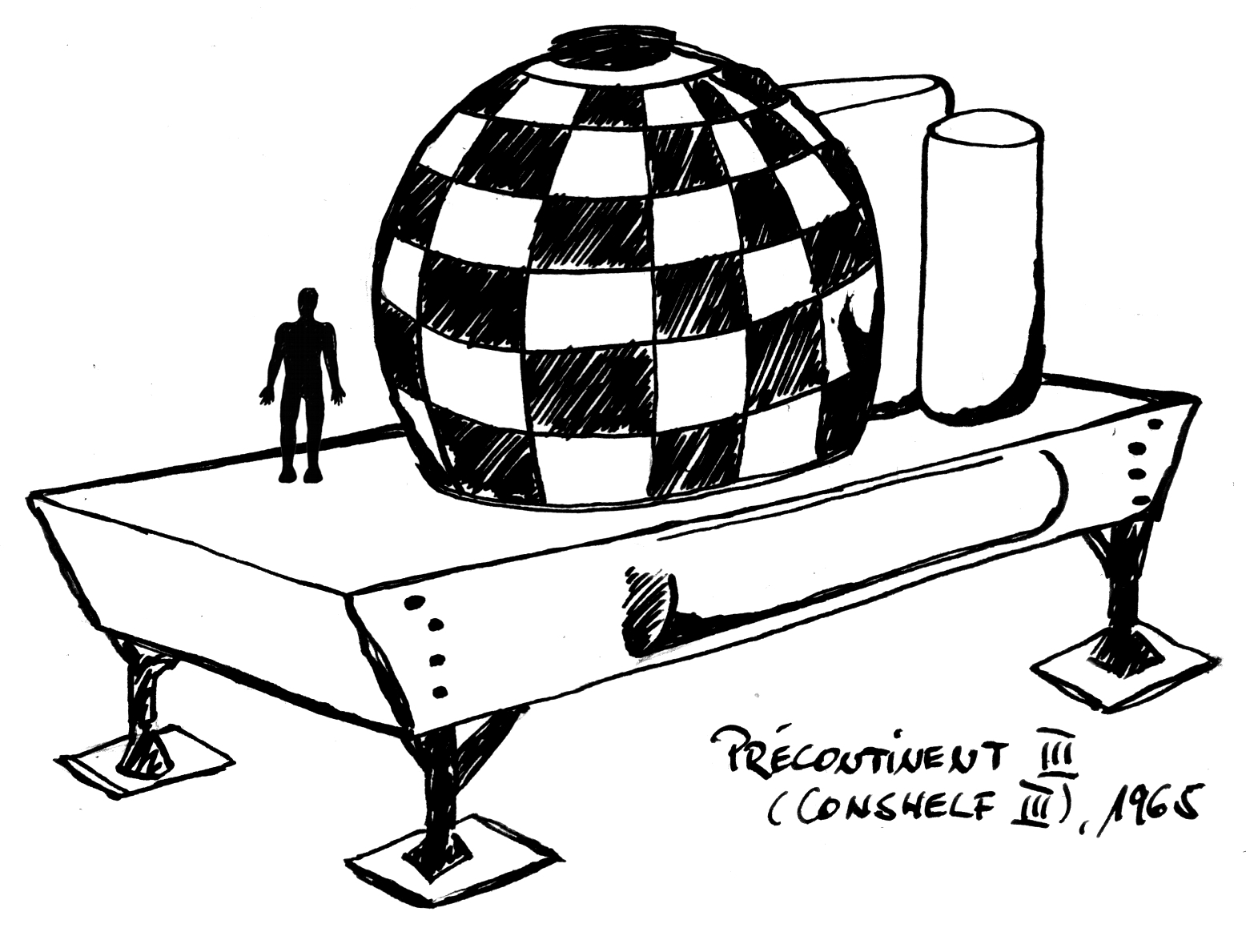
Conshelf III

Das Conshelf III-Habitat bestand aus einer kugelförmigen Struktur von 5,5 m Durchmesser aufgeteilt in zwei Etagen. Das untere Stockwerk enthielt Tauch-, Schlaf- und sanitäre Anlagen; die obere Etage war dem Essen, der Kommunikation und der Datenerhebung vorbehalten. Die Stahlkugel ruhte auf einem 14,6 × 8,5 m großen Kahn mit 77 Tonnen Ballast, Wasser-Ballast-Tanks und Stauflaschen mit Helium, Sauerstoff und Pressluft. Auch zwei kleine Dekompressionskammern waren auf dem Kahn vorhanden. Jede von ihnen hatte Platz für drei Personen und konnten im Notfall vom Kahn gelöst werden, um in der Funktion von Unterwasser-Rettungsbooten die Aquanauten zur Oberfläche zu bringen. Die gesamte Anlage einschließlich des Kahns wog 140 Tonnen.
Projekt Conshelf III kostete 700.000 $, benötigte 150 Mitarbeiter und ein Dutzend Schiffe. Es führte dazu, dass Cousteau sich tief verschuldete. Dennoch bezeichnete er es als „einen der ersten Schritte zur wirtschaftlichen Inbesitznahme des Meeresgrundes“.

### Beginn der Mission
Das Projekt sollte am 17. September 1965 beginnen. Die Feierlichkeiten dazu wurden durchgeführt, das Habitat versiegelt und die Aquanauten auf 100 m komprimiert. Das Habitat wurde zum Tauchplatz geschleppt und die Vorbereitung zum Abtauchen begann. Nun kippte das Wetter und beschädigte Strom- und Kommunikations-Leitungen vom Ufer, so dass das Habitat wieder zurück in den Hafen von Monaco geschleppt wurde, wo die Aquanauten vier Tage unter Druck innerhalb der Anlage blieben, während man die aufgetretenen Schäden beseitigte. Anschließend schleppte man Conshelf III mit der Hilfe von fünf Schiffen, dem Diving Saucer und einem halben Dutzend Barkassen und Schlauchbooten wieder zum Tauchplatz.
Zeitgleich zum amerikanischen Sealab-Programm begann so am 21. September 1965 Projekt Conshelf III vor dem Leuchtturm von Cap Ferrat in der Nähe von Monaco auf einer Tiefe von 100 m. Dies sollte der Beginn eines Meeresboden-Experiments von 22 Tagen sein. Das Conshelf-Team bestand aus sechs Männern unter der Leitung von André Laban.
Im Vorfeld war ein Jahr mit Training, Tests und Bau vergangen. Dazu gehörten experimentelle Tauchgangs-Simulation, einschließlich verlängerter Expositionen von Schafen und Ziegen bis auf Tiefen von 200 m mit Helium-Sauerstoff-Gemischen als Atemgas. Nach dem erfolgreichen Abschluss dieser Studien wurde ein Experiment durchgeführt, für das Dr. Charles F. Aquadro und Dr. Jacques Chouteau drei Tage in einer Druckkammer äquivalent zu 122 m Meerwassertiefe verbrachten.

### Mission
Die Wassertemperatur außerhalb des Habitats betrug 10 bis 12,8 °C. Im Inneren der Anlage wurde die Temperatur aufgrund der hohen Wärmeleitung von Helium auf 32,2 °C gehalten und lag somit etwas höher als von den Aquanauten in Sealab II gewählt.
Die lebenserhaltenden Systeme von Conshelf III stellten einen bedeutenden Fortschritt dar. Die Atemgase zirkulierten durch einen Kühlgenerator (cryogenerator), der das Kohlendioxid und andere schädliche Gase zum Gefrieren brachte und als Entfeuchter und Tiefkühler agierte. Das System verfügte auch über Gas-Analysegeräte, die sowohl im Habitat als auch in der Kontrollstation im Leuchtturm am Ufer überwacht werden konnten. Dieses System wurde unterstützt von einem stark verkleinerten Massenspektrometer, das alle Gase im Habitat kontrollierte.
Das Atemgas sowohl innerhalb des Habitats als auch bei den Tauch-Exkursionen bestand aus 2,5 % Sauerstoff und 97,5 % Helium. Die meisten Tauchgänge wurden mit Hookah-Schläuchen und Reserve-Tauchflaschen, die für Notfälle oder kurze Tauchgänge vorgesehen waren, durchgeführt. Vertikale Exkursionen waren auf 10 m über und 25 m unter die Sättigungstiefe von 100 m begrenzt.
Die Hookah-Schläuche bestanden eigentlich aus zwei Leitungen. Die eine transportierte Atemgas vom Habitat zum Aquanauten und die andere das ausgeatmete Gas wieder dorthin zurück, wo das CO2 entfernt und Sauerstoff hinzugefügt wurde. Cousteau beschrieb es folgendermaßen: „Der Ozeanaut (Taucher) am Ende dieses gigantischen Atemsystems trug zwei Nassanzüge aus Schaumgummi, auf der Brust unseren neuen Zwei-Wege-Regulator für Hochdruck-Heliox und auf dem Rücken ein konventionelles Tauchgerät mit einer Heliox-Füllung“.
Um die Aquanauten vor Kälte zu schützen, trugen sie speziell produzierte Gummiwesten, die kleine Hartgummikügelchen enthielten. Dadurch wurde die Wärmeisolation aufgrund höherer Drücke, wie es bei Neoprenanzügen der Fall ist, nicht beeinträchtigt. Trotz dieser Westen war die Tauchzeit jedoch durch Kälte und nicht durch Erschöpfung limitiert.
Eine der primären Aufgaben, die während der Conshelf III-Mission durchgeführt wurden, war der Zusammenbau von Komponenten eines Erdöl-Bohrkopfs, einem vertikalen Stapel von Rohren und Ventilen, Weihnachtsbaum genannt. Um das Arbeitsprojekt realistischer wirken zu lassen, war dieser mit Pressluftflaschen versehen, um internen Druck zu erzeugen und so einen arbeitenden Bohrkopf zu simulieren. Die Aquanauten waren angewiesen, eine Reihe komplizierter und mühsamer Arbeiten durchzuführen, einschließlich des Einfädelns eines steifen Drahts durch einen dicken Packen aus druckfesten Dichtungen, und des Auswechselns eines 180 kg schweren Ventils, das unter einem Druck von 176 kg/cm² (2500 psi) stand. Dieser letzter Auftrag war nach 45 Minuten abgeschlossen, schneller als es jemals an Land durch erfahrene Ölbohr-Hände absolviert war. Während dieser Arbeit wurden die Taucher periodisch durch den Diving Saucer unterstützt.
Die durchschnittliche Zeit, die im Wasser verbracht wurde, betrug 2 ½ Stunden pro Tag mit einem Maximum eines Tauchers von sieben Stunden an einem Tag.
Obwohl Conshelf III für zwei Wochen geplant war, wurde das Programm auf 22 Tage verlängert. Während dieser Zeit war das Programm von Ausrüstungs- und Technik-Ausfällen geplagt.

### Ende der Mission

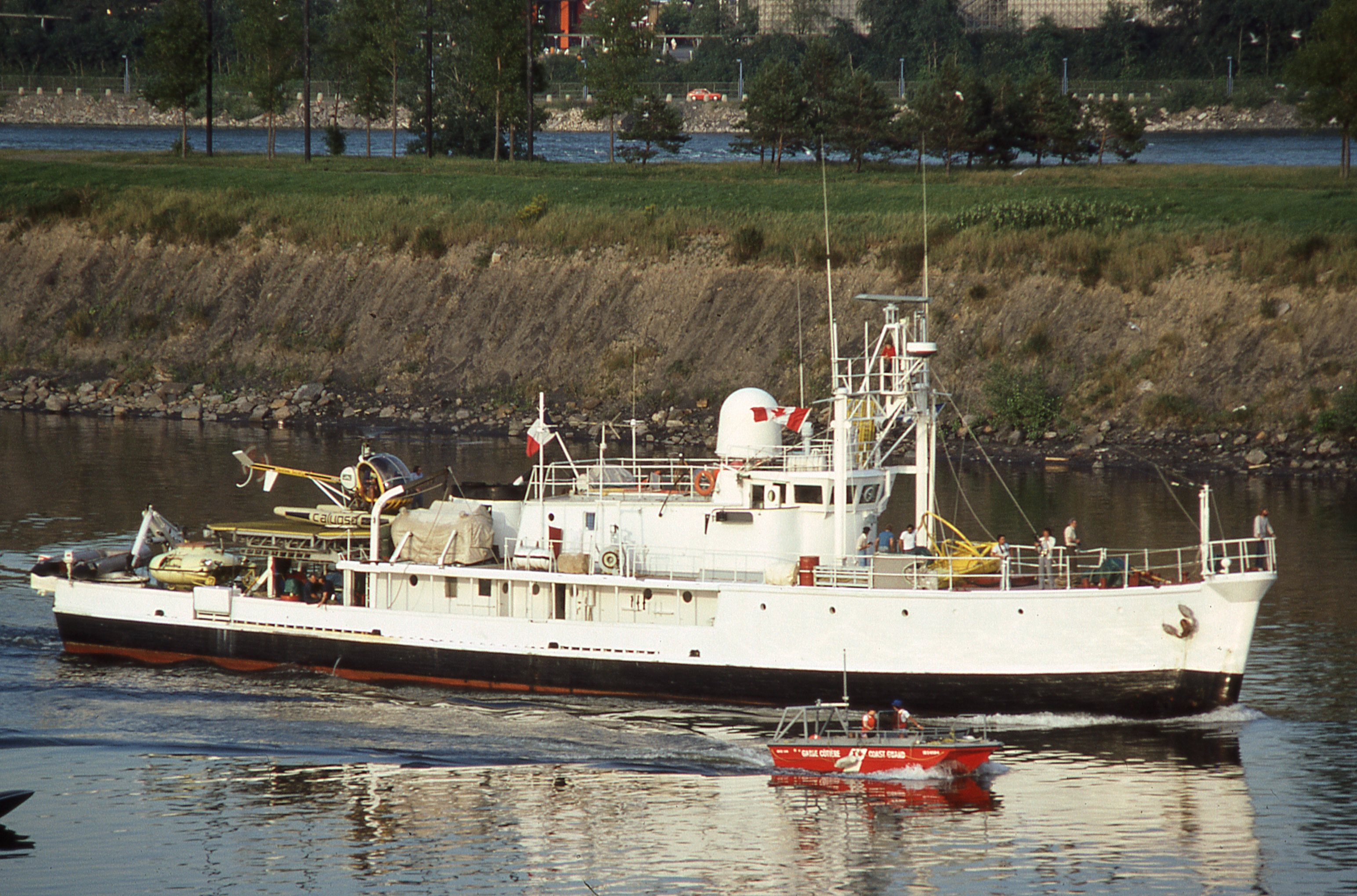
Calypso, 1980

Am Abend des 22. Tages (13. Oktober 1965) wurde der Ballast gelöst und die Wasser-Ballast-Tanks mit Luft geflutet. Das Habitat begann aufzutauchen und stand dabei unter der kompletten Kontrolle der Aquanauten im Innenraum und dem Diving Saucer als Beobachtungsplattform während des dreiminütigen Aufstiegs. Die gesamte Grundzeit für Conshelf III war 21 Tage, 17 Stunden und 16 Minuten. Die Aquanauten begannen ihre 84-stündige Dekompression innerhalb des Habitats, während das Versorgungsschiff Calypso es zum Hafen von Monaco schleppte. Einschließlich der Dekompressionszeit und der vier Tage Warten zu Beginn hatten sie 30 Tage, 10 Stunden und 52 Minuten unter Druck verbracht. Außer der Erschöpfung hatte der lange Aufenthalt am Meeresboden und die lange Dekompression keinerlei negative medizinische Auswirkung. Nach dem Ausbleiben weiterer Geldquellen wurde die Missions-Serie, obwohl zu Beginn sechs Projekte vorgesehen waren, eingestellt.

### Dokumentierte Probleme
- Schlechte Wetterverhältnisse verzögerten den Beginn der Mission um vier Tage.
- Am vierten Tag traf ein starker Sturm die Tauchstelle und entwickelte sich zum größten, der in der Gegend seit 1947 registriert worden war. Der Sturm ließ einige Meeresboden-Projekte ins Stocken geraten und beschädigte den Rahmen, der die Kabel für Strom und Kommunikation zwischen Habitat und Ufer trug. Dieser Schaden wurde noch während des Sturms behoben, so dass es nicht notwendig war, auf Notstrom umzuschalten und die Aquanauten vorzeitig zur Oberfläche zu bringen. Die Aquanauten waren unempfindlich für die Auswirkungen des Sturms, obwohl die Wogen so groß waren, dass der Wasserstand im Habitat-Eingang um 5 cm stieg und fiel. Dadurch bestand die Notwendigkeit, durch den sich ändernden Druck im Habitat ständig einen Druckausgleich der Ohren durchzuführen.
- Ein chronisches Problem, mit dem schon Sealab II zu kämpfen hatte und das auch in Conshelf III auftrat, waren ständige Lecks, durch die Helium in die elektronischen Geräte entwich. Dies führte auch zu Schäden an der Überwachungskamera. In Sealab II wurde das Problem gelöst, indem die Kameras außerhalb des Habitats angebracht und durch die Scheiben auf den Innenraum gerichtet wurden. In Conshelf III wechselte man stattdessen die Bildröhren alle paar Tage aus, was durchschnittliche Kosten von 250 US-Dollar pro Tag verursachte.
- Das inzwischen alltägliche Problem der erschwerten Kommunikation in einer Helium-Atmosphäre tauchte auch wieder auf. Die verlässlichste Lösung dafür waren schriftliche Nachrichten, die zur Oberfläche geschickt wurden, indem man sie vor die Kamera hielt oder einen Electrowriter benutzte, ein Gerät, das die Bewegungen eines speziellen Stiftes durch ein Kabel simultan an die Oberfläche übertrug, wo ein anderer Stift die Bewegungen in Schrift umsetzte.

## Conshelf IV und V
Conshelf IV sollte 5 Personen für 2 Wochen auf der gleichen Tiefe wie Conshelf III, also 100 m, beherbergen, die jedoch Exkursionen auf Tiefen bis zu 175 vornehmen sollten. Das Habitat sollte auch weniger abhängig von der Oberflächenversorgung sein.
Conshelf V war für 1966 auf einer Tiefe von 193 m vorgesehen, von welcher die 5 Aquanauten Exkursionen bis auf 295 m vornehmen sollten.
Weder Conshelf IV noch Conshelf V wurden jemals umgesetzt. Anstelle dessen unterschrieb Cousteau im Oktober 1968 einen Vertrag mit der französischen Regierung zur Entwicklung von Argyronète, einem mobilen Habitat, das unabhängig von der Oberfläche sein sollte.